# Дмитровское (Одесская область)
Дмитровское (укр. Дмитрівське) — село, относится к Любашёвскому району Одесской области Украины.
Население по переписи 2001 года составляло 144 человека. Почтовый индекс — 66552. Телефонный код — 4864. Занимает площадь 0,622 км². Код КОАТУУ — 5123383203.

## Местный совет
66551, Одесская обл., Любашёвский р-н, с. Новокарбовка